# Ira Stamm-Schmid
Ira Stamm-Schmid (* 1936) ist eine Schweizer Fernsehmoderatorin und Politikerin.

## Karriere
Stamm-Schmid war Diskussionsleiterin des Zischtigsclubs im Schweizer Fernsehen.

## Politik
Stamm-Schmid war von 1983 bis 1988 Präsidentin der FDP-Frauen Schweiz. Ein politisches Amt bekleidete Ira Stamm nie. Aussichtsreiche Kandidaturen wurden von der St. Galler FDP verhindert, vermeintlich weil sie für die Mehrheit «zu links» positioniert war. Nichtsdestotrotz wurde sie auch wegen ihrer Arbeit als Fernsehmoderatorin in der ganzen Schweiz wahrgenommen. 1994 trat sie aufgrund angeblich antisemitischer Äusserungen des FDP-Politikers Walter Fischbacher im Rahmen einer Debatte zur Rassismus-Strafnorm aus der Partei aus. Sie engagierte sich neben ihrer Parteiarbeit auch bei den sogenannten Bananenfrauen. Sie war ausserdem Stiftungsrätin und Vize-Präsidentin der Stiftung «Naschet Jenische».

## Privates
Ira Stamm-Schmid ist Mutter dreier leiblicher Kinder und eines Adoptivkindes. Ausserdem kümmerte sie sich um mehrere Pflegekinder.